# Aldea del Fresno
Aldea del Fresno (spanskt uttal: [alˈdea ðel ˈfɾesno]) är en ort och kommun i den autonoma regionen Madrid i centrala Spanien. Orten ligger cirka 43,5 kilometer sydväst om centrala Madrid. Kommunen har 3 422 invånare (2024), på en yta av 51,78 km².
Orten ligger längs vägarna M-507 och M-510. Kommunen gränsar i norr till Chapinería, Navas del Rey och San Martín de Valdeiglesias, i söder till Méntrida och Santa Cruz del Retamar, i öster till Villamanta och Villamantilla samt i väster till Villa del Prado.

## Geografi
Området kring Aldea del Fresno genomflytes från norr till söder av floden Alberche, som efter att ha passerat fördämningen vid Picadas fortsätter i sydostlig riktning. Floden ändrar sedan tvärt till en sydvästlig riktning i närheten av ortens centrum där floden Perales ansluter, och rinner sedan söderut vid gränsen mot Villa del Prado och Santa Cruz del Retamar.
Naturen kännetecknas av låga kullar täckta med frodig vegetation i norr, och i övrigt en utbredd buskvegetation och ekskogar bestående av stenek. Kommunen är den lägst belägna i Madridregionen, där orten ligger 467 meter över havet.